# Георги Месов
Георги Ангелов Месов, известен като Бирбичука или Бир Бучука, е български революционер, деец на Вътрешната македоно-одринска революционна организация.

## Биография
Георги Месов е роден в 1880 година в вневрокопското село Старчища, тогава в Османската империя, днес в Гърция. Присъединява се към ВМОРО и в 1906 и 1907 година е старчищки войвода на Организацията. В 1909 година става нелегален и до 1912 година е четник на Георги Занков, Христо Чернопеев и Стефан Чавдаров.
В 1912 година, по време на Балканската война като четник на Стоян Мълчанков и Стоян Филипов води сражение с османците при Голак над Мърчаево в авангарда на Българската армия, като е ранен. Четата му първа влиза в Неврокоп. В края на годината влиза като доброволец в Македоно-одринското опълчение и с XIII кукушка дружина се сражава до края на войната – участва в пет сражения, като е ранен два пъти.
В 1915 година участва в Първата световна война с партизанския отряд на Стоян Филипов, а след това е войник в Шести пехотен македонски полк, с който се сражава до края на войната в 1918 година.
На 5 март 1943 година, като жител на Неврокоп, подава молба за българска народна пенсия, която е одобрена и пенсията е отпусната от Министерския съвет на Царство България.